# Zvjezdan Misimović
Zvjezdan Misimović (München, 5 juni 1982) is een Bosnisch voormalig profvoetballer die bij voorkeur als aanvallende middenvelder speelde. Hij kwam van 2003 tot en met 2014 uit voor FC Bayern München, VfL Bochum, 1. FC Nürnberg, VfL Wolfsburg, Galatasaray SK, Dinamo Moskou en Guizhou Renhe. Misimović was van 2004 tot en met 2014 international in het Bosnisch voetbalelftal, waarvoor hij 84 wedstrijden speelde en 25 keer scoorde.

## Clubcarrière
Nadat hij bij verschillende amateurverenigingen speelde, kwam Misimović van 2000 tot 2004 uit voor het tweede team van FC Bayern München, in de Regionalliga Süd. In april 2003 maakte hij er ook zijn profdebuut in het eerste elftal, maar tot meer dan drie keer invallen in twee seizoenen tijd leidde dat niet. Daarop vertrok Misimović in 2004 naar VfL Bochum, waar hij zich wel tot basisspeler ontwikkelde. Hij degradeerde met de club naar de 2. Bundesliga, maar promoveerde één seizoen later als kampioen mee terug naar de Bundesliga. Hij droeg onder meer elf doelpunten bij aan die titel, één minder dan clubtopscorer Edu dat jaar. Na nog een derde seizoen bij Bochum, tekende Misimović bij 1. FC Nürnberg. Hij scoorde daar voor het eerst tien doelpunten in één seizoen op het hoogste niveau, maar voorkwam daarmee niet dat de club degradeerde. Deze keer hoefde hij zelf niet mee af te dalen omdat hij in juni 2008 een vierjarig contract tekende bij VfL Wolfsburg, dat € 3.900.000,- voor hem betaalde aan Nürnberg. Met Wolfsburg werd Misimović in het seizoen 2008/09 als basisspeler Duits landskampioen. Officieel was dat zijn tweede nationale titel, na die als selectielid van Bayern München in 2002/03. In augustus 2010 tekende hij voor een vierjarig contract bij Galatasaray SK, dat hem kocht van VfL Wolfsburg. De Turkse club verhuurde hem een jaar later aan Dinamo Moskou, om hem weer zes maanden definitief van de hand te doen. Misimović tekende op 4 januari 2013 een contract voor drie jaar bij Guizhou Renhe.

## Interlandcarrière
In februari 2004 speelde Misimović zijn eerste van meer dan veertig interlands voor het voetbalelftal van Bosnië en Herzegovina. Tussen 22 maart en 3 april 2013 speelde hij drie wedstrijden op drie continenten. De Bosniër maakte deel uit van de ploeg die zich op dinsdag 15 oktober 2013 plaatste voor het WK voetbal 2014 in Brazilië. Bosnië won die dag in het afsluitende WK-kwalificatiewedstrijd met 1-0 van gastland Litouwen in Kaunas, waardoor de selectie van voormalig bondscoach Safet Sušić zich voor het eerst in de geschiedenis kwalificeerde voor een WK-eindronde. De enige treffer in die wedstrijd kwam in de 68ste minuut op naam van de Bosniakse aanvaller Vedad Ibišević van VfB Stuttgart. In 2014 nam de Bosniër afscheid van de nationale ploeg. Met 84 interlands was Misimović op het moment dat hij zijn carrière beëindigde recordinternational voor Bosnië en Herzegovina.

## Cluboverzicht
| Seizoen | Club           | Land               | Competitie         | Competitie | Competitie | Competitie | Beker | Beker | Beker | Internationaal | Internationaal | Internationaal | Totaal | Totaal | Totaal |
| Seizoen | Club           | Land               | Competitie         | Wed.       | Dlp.       | Ass.       | Wed.  | Dlp.  | Ass.  | Wed.           | Dlp.           | Ass.           | Wed.   | Dlp.   | Ass.   |
| ------- | -------------- | ------------------ | ------------------ | ---------- | ---------- | ---------- | ----- | ----- | ----- | -------------- | -------------- | -------------- | ------ | ------ | ------ |
| 2002/03 | Bayern München | Vlag van Duitsland | Bundesliga         | 1          | 0          | 0          | 1     | 0     | 0     | 0              | 0              | 0              | 2      | 0      | 0      |
| 2003/04 | Bayern München | Vlag van Duitsland | Bundesliga         | 2          | 0          | 0          | 1     | 0     | 0     | 0              | 0              | 0              | 3      | 0      | 0      |
| 2004/05 | VfL Bochum     | Vlag van Duitsland | Bundesliga         | 31         | 3          | 7          | 3     | 1     | 0     | 2              | 0              | 0              | 36     | 4      | 7      |
| 2005/06 | VfL Bochum     | Vlag van Duitsland | 2. Bundesliga      | 31         | 11         | 6          | 2     | 1     | 1     | 0              | 0              | 0              | 33     | 12     | 7      |
| 2006/07 | VfL Bochum     | Vlag van Duitsland | Bundesliga         | 30         | 7          | 10         | 2     | 1     | 2     | 0              | 0              | 0              | 32     | 8      | 12     |
| 2007/08 | 1. FC Nürnberg | Vlag van Duitsland | Bundesliga         | 28         | 10         | 3          | 3     | 2     | 1     | 6              | 1              | 2              | 37     | 13     | 6      |
| 2008/09 | VfL Wolfsburg  | Vlag van Duitsland | Bundesliga         | 33         | 7          | 20         | 4     | 0     | 6     | 8              | 4              | 1              | 45     | 11     | 27     |
| 2009/10 | VfL Wolfsburg  | Vlag van Duitsland | Bundesliga         | 31         | 10         | 15         | 2     | 2     | 1     | 12             | 2              | 4              | 45     | 14     | 20     |
| 2010/11 | VfL Wolfsburg  | Vlag van Duitsland | Bundesliga         | 1          | 0          | 1          | 1     | 0     | 0     | 0              | 0              | 0              | 2      | 0      | 1      |
| 2010/11 | Galatasaray    | Vlag van Turkije   | Süper Lig          | 9          | 0          | 1          | 0     | 0     | 0     | 0              | 0              | 0              | 9      | 0      | 1      |
| 2011/12 | Dinamo Moskou  | Vlag van Rusland   | Premjer-Liga       | 35         | 8          | 5          | 5     | 2     | 1     | 0              | 0              | 0              | 40     | 10     | 6      |
| 2012/13 | Dinamo Moskou  | Vlag van Rusland   | Premjer-Liga       | 9          | 0          | 1          | 1     | 0     | 0     | 4              | 0              | 1              | 14     | 0      | 2      |
| 2013    | Guizhou Renhe  | Vlag van China     | Super League       | 24         | 4          | 11         | 6     | 2     | 4     | 5              | 0              | 0              | 35     | 6      | 15     |
| 2014    | Guizhou Renhe  | Vlag van China     | Super League       | 25         | 6          | 13         | 1     | 1     | 0     | 4              | 0              | 1              | 30     | 7      | 14     |
| 2015    | Beijing Guoan  | Vlag van China     | Super League       | 15         | 2          | 5          | 1     | 0     | 0     | 0              | 0              | 0              | 16     | 2      | 5      |
| 2016    | Beijing Renhe  | Vlag van China     | Chinese League One | 24         | 3          | 17         | 0     | 0     | 0     | 0              | 0              | 0              | 24     | 3      | 17     |
| Totaal  | Totaal         | Totaal             | Totaal             | 329        | 71         | 115        | 33    | 12    | 16    | 41             | 7              | 9              | 403    | 90     | 140    |

## Erelijst
VfL Bochum
- 2. Bundesliga

2006
 VfL Wolfsburg
- Bundesliga

2009